# Minden azzal kezdődött
A Minden azzal kezdődött (eredeti cím: What Just Happened) 2008-ban bemutatott amerikai filmvígjáték-dráma Barry Levinson rendezésében. A forgatókönyvet Art Linson írta, What Just Happened? Bitter Hollywood Tales from the Front Line című könyve alapján. A főbb szerepekben Robert De Niro, John Turturro, Stanley Tucci, Bruce Willis, Sean Penn, Catherine Keener és Kristen Stewart látható.
Az Amerikai Egyesült Államokban 2008. október 31-én mutatták be. Magyarországon 2010. július 24-én került a mozikba. A film bevételi és kritikai szempontból is gyengén teljesített.

## Cselekmény
Ben veterán hollywoodi filmproducer, nehéz időket él meg munkahelyi kötelezettségek és az érzelmi zűrzavarai között. Fiercely című filmkének tesztvetítése néhány nappal a cannes-i fesztiválon való bemutatója előtt balul sül el. A nagyon szigorú Lou Tarnow, aki a filmet finanszírozta, arra kényszeríti a rendezőt, hogy legalább a befejezést változtassa meg: így nemcsak a Sean Penn által játszott főszereplőt ölik meg, hanem a kutyáját is barbár módon meggyilkolják. A hiperérzékeny rendezőt irányítani nehéz feladat, de ahhoz, hogy ne veszítsen a film sorsához kötött dollármilliókat, szükséges, hogy Ben legalább a befejezés megváltoztatására kényszerítse. 
Hollywoodot megrázza a zseniális ügynök, Jack öngyilkosságban bekövetkezett halála, miközben Ben még mindig szerelmes második feleségébe, Kellybe, akitől válik. Eközben, néhány nappal egy új film kezdete előtt Bruce Willis túlsúlyosan és „tálib szakáll”-lal jelenik meg, ami egyáltalán nem illik a szerepéhez. Ben összeveszik a sztárral, aki eltökélten nem akarja leborotválni a szakállát, majd az ügynökére összpontosítja figyelmét, ami félresiklik, majd ki is rúgja, így Ben félti a film sorsát, amely teljes mértékben a színész legjobb teljesítményére támaszkodik. 
Az a felfedezés, hogy Kelly Scott Solomonnal, egy forgatókönyvíróval találkozgat, aki mindig is a környezetében volt, féltékennyé teszi Bent. Amikor Jack temetésén el kell viselnie szerelmi vetélytársa követeléseit, a tűrőképessége a határát súrolja. Idegeit próbára teszi Willis is, aki kihívja őt a szakállával, és az a felfedezés is, hogy az első házasságából származó fiatal lánya is a „Loliták” között van, akiket az öngyilkos playboy eszméletlenül hagyott... De nem minden megy rosszul: a Fiercely című film rendezőjének sikerült átdolgoznia a befejezést, megmentve ezzel a kutyát és a cannes-i szereplés lehetőségét; aztán Bruce Willis úgy dönt, hogy a forgatás napján leborotválja a szakállát. Magabiztosan érkezünk a cannes-i premierre. A rendező, hogy szerzői autonómiájára hivatkozzon, a fesztiválra a filmnek egy olyan változatát hozza el, amelyben a kutya véres megölését kihagyták. A közönség reakciója, ahogy az előre látható volt, nagyon hideg, miközben Bent azonnal megtorpedózza a nagyhatalmú Lou, és a vereségtől frissen, Hollywood összes fő producerével együtt egy olyan fotó elkészítésére hívják, amely egy befolyásos magazin fontos darabjának bemutatására szolgál majd. A férfi tudja, hogy a fotón való elhelyezkedés sokat elárul a világban elfoglalt jelenlegi helyzetéről. Amikor rájön, hogy a pálya szélére szorult, rájön, hogy a színről való távozása küszöbön áll.

## Szereplők
| Szerep         | Színész          | Magyar hang    |
| -------------- | ---------------- | -------------- |
| Ben            | Robert De Niro   | Reviczky Gábor |
| Zoe            | Kristen Stewart  | Talmács Márta  |
| önmaga         | Sean Penn        | Görög László   |
| Lou Tarnow     | Catherine Keener | Vándor Éva     |
| önmaga         | Bruce Willis     | Sörös Sándor   |
| Dick Bell      | John Turturro    | Háda János     |
| Jeremy Brunell | Michael Wincott  | Jakab Csaba    |
| Laura          | Moon Bloodgood   |                |
| Kelly          | Robin Wright     | Spilák Klára   |
| Scott Solomon  | Stanley Tucci    | Kőszegi Ákos   |
| Dawn           | Lily Rabe        |                |
| Cal            | Peter Jacobson   | Kapácsy Miklós |
| Jerry          | Paul Herman      |                |

## Fordítás
- Ez a szócikk részben vagy egészben  a   Disastro a Hollywood című olasz Wikipédia-szócikk fordításán alapul.  Az eredeti cikk szerkesztőit annak laptörténete sorolja fel. Ez a jelzés csupán a megfogalmazás eredetét és a szerzői jogokat jelzi, nem szolgál a cikkben szereplő információk forrásmegjelöléseként.